# برادفورد ليفيت
برادفورد ليفيت (بالإنجليزية: Bradford Leavitt)‏ هو شخصية أعمال أمريكي، (و. 1868  م).